# 권리능력
권리능력(權利能力, capacity)이란 권리의 주체가 될 수 있는 자격이다. 법인격(法人格)이라고도 한다. 현대 사법(私法) 체계에서는 권리만 있고 의무는 없는 주체라든가 의무만 있고 권리는 없는 주체는 없으므로 권리의 주체는 당연히 의무의 주체이기도 하다. 권리와 의무의 주체를 인(人)이라고 하며, 인에는 자연적 생물로서의 사람인 자연인(自然人)과 일정한 목적을 가진 사람이나 재산의 모임에 법인격을 부여한 법인(法人)이 있다.
노예제 사회에서는 사람이지만 권리는 없는 노예가 존재하였고, 신분제 사회에서는 귀족이나 성직자만이 완전한 권리를 갖고 나머지 신분은 제한된 권리만 가졌으나 시민 혁명으로 인하여 신분제가 폐지된 이후 모든 사람에게는 자연인으로서 평등한 권리능력이 주어진다. 다만 개개인의 지적 능력에 상관없이 행위능력을 부여할 경우 의도하지 않은 강제적 의무를 부담할 수 있기 때문에 획일적인 기준을 정하여 이러한 기준을 충족한 자들을 무능력자로서 보호한다.
법인은 법이 인위적으로 재산이나 사람의 모임에 권리능력을 부여한 것이므로 권리능력 없는 사단이나 권리능력 없는 재단이 존재할 수 있다. 권리능력 없는 사단이나 재단은 원칙적으로 권리능력이 없으나 특별한 규정을 두어 이들 사이에서 발생하는 법률 관계를 규율한다. 예를 들면 대한민국 민법에서는 사단법인은 물건을 단독으로 소유하고, 조합은 합유로서 소유하지만, 권리능력 없는 사단은 총유로서 물건을 소유한다. (제275조) 또한 권리능력에 제한이 없는 자연인과 달리 법인은 성질에 의하여, 법률에 의하여, 목적에 의하여 권리능력이 제한된다.